# 佐竹長義
佐竹 長義（さたけ ながよし、承元元年（1207年） - 文永9年7月26日（1272年8月21日））は、鎌倉時代の武将で、常陸佐竹氏5代当主。4代当主佐竹義重の子。母は河井忠遠の娘。号は大山道義。

## 略歴
通称は次郎。妻は宍戸家周の娘、継室は二階堂行義の娘。祖父佐竹秀義の妻で、長義の祖母にあたる陽雲寺殿の冥福を祈るために陽雲寺を建立したとされる。また文永6年（1269年）には荒廃していた観音堂を再興し、「妙福山明王院佐竹寺」（佐竹寺）と改め、寺領も寄進して祈願寺としたとある。一説には、醍醐寺三宝院の法流をくむ真首宗に改めたと言われる。

## 子孫
子に義胤、伊豆王丸（二階堂行義の娘の子）、女子は4人いたとされ、その内の1人は国井弘義（四郎次郎）の妻となる。息子の伊豆王丸は久慈郡太田郷の勝楽寺の熊野堂に寄進したと伝えられる。